# Chéréas et Callirhoé
Pour les articles homonymes, voir Callirhoé.
Chéréas et Callirhoé (ou Les Amours de Chéréas et Callirhoé ou Le Roman de Chéréas et Callirhoé ou Les Aventures de Chéréas et Callirhoé, en grec ancien : Τῶν/Τὰ Περὶ Χαιρέαν Καὶ Καλλιρρόην / Tỗn/Tà Perì Khairéan Kaì Kallirróên) est un roman grec écrit par Chariton d'Aphrodise. Il raconte les aventures de deux jeunes gens originaires de Syracuse, qui sont amenés à voyager dans le monde grec et jusque dans l'empire perse. L'intrigue se déroule dans une époque classique reconstituée et un peu réinventée (Chariton se fonde sur des faits relatés par les historiens grecs, et de nombreux détails du roman correspondent à la vérité historique, mais les personnages principaux sont fictifs ; la guerre entre l'empire perse et l'Égypte évoquée dans le roman s'inspire probablement d'événements historiques mais ne correspond à rien de réel dans les détails).

## Synopsis
Les deux personnages principaux du roman sont Callirhoé, fille d'Hermocrate, stratège de Syracuse (lequel a réellement existé), et Chéréas, fils d'Ariston, deuxième grande personnalité de la ville après Hermocrate. Tous deux sont jeunes et, comme la plupart des héros des romans d'amour grecs, surpassent en beauté tous les jeunes gens de leur âge. Callirhoé, surtout, porte le nom d'une Néréide, et sa beauté est quasi divine : « C'était celle d'Aphrodite Parthénos elle-même. » Cette beauté lui attire de nombreux malheurs tout au long de l'histoire, car à peu près tout le monde tombe amoureux d'elle.
Les deux jeunes gens se marient au début du roman (chose très originale : la plupart du temps, les romans grecs gardent les mariages pour la fin), et tout leur promet un avenir radieux, mais un groupe de prétendants déçus complote contre le jeune couple, en comptant sur la jalousie de Chéréas. De retour de voyage, Chéréas est manipulé par une mise en scène des comploteurs, qui lui font croire que Callirhoé l'a trompé pendant son absence. Fou de colère, il assène un coup de pied à Callirhoé, qui tombe inanimée et comme morte. Chéréas comparaît pour son crime, s'accuse lui-même et réclame la mort, mais le peuple ému l'acquitte. Callirhoé est placée dans un riche tombeau dressé au bord de la mer. Or Callirhoé n'est pas morte, et lorsque des pirates athéniens, dirigés par un certain Théron, viennent piller son tombeau, elle se réveille. Emmenée en esclavage par les pirates, Callirhoé se retrouve en Asie Mineure, à Milet, où sa beauté la sauve d'un sort ordinaire. Elle se retrouve dans la maison de Dionysios (nom à ne pas confondre avec celui du dieu Dionysos), le plus riche personnage de la ville, serviteur du Grand Roi de Perse. De son côté, Chéréas finit par se rendre compte de la résurrection et de la disparition de sa femme, et se met en route, bien décidé à la retrouver. S'ensuivent toutes sortes de péripéties au cours desquelles les deux jeunes gens ont à surmonter toutes sortes d'épreuves avant de pouvoir se retrouver.

## Analyse
Le roman se caractérise par un style étonnamment simple, qui paraît presque dépouillé à côté d'autres romans tels que Leucippé et Clitophon d'Achille Tatius ou les Éthiopiques d'Héliodore, où l'influence de la rhétorique et de la seconde sophistique est bien plus sensible. La structure narrative du roman est également très simple par rapport aux autres exemples du même genre qui nous sont parvenus : l'intrigue y progresse de façon presque toujours linéaire, sans retours en arrière et avec assez peu de grandes révélations a posteriori. Cette simplicité peut expliquer que Chéréas et Callirhoé ait connu moins de succès que les romans d'Achille Tatius et d'Héliodore, aux qualités rhétoriques plus « brillantes ».
L'historien Pierre Briant retient que le roman restitue la perception de l'Euphrate, dans les représentations grecques de l'espace achéménide, comme étant « traditionnellement perçu comme une frontière culturelle, au-delà de laquelle commençait l'Asie profonde, à la fois mystérieuse et inquiétante ».